# Звёздные врата: Атлантида (сезон 1)
Премьера первого сезона сериала «Звёздные врата: Атлантида» состоялась в США 16 июля, 2004. Экспедиция под командованием доктора Элизабет Веир отправляется в город Древних — Атлантида, и достаточно быстро попадают в серьёзную переделку и вынуждены искать союзников в этом новом мире атозианцев, однако вместе с ними они находят и врагов Рейфов. Отрезанной от Земли экспедиции нужно попытаться своими силами разобраться с технологиями Древних и найти способ победить рейфов. Майор Джон Шеппард создаёт команду «первого контакта» из себя, Родни Маккея, лейтенанта Форда, и лидера атозианцев — Тейлы Эммаган. Во время одной из своих первых миссий они «зарабатывают» себе ещё одного врага в лице Дженай, милитаристской человеческой цивилизации с технологиями на уровне 50 годов. Сезон заканчивается на «неоднозначном финале», когда Атлантис находится под осадой Рейфов.

## Эпизоды
| № общий | № в сезоне | Название                                    | Дата премьеры    |
| --- | ---------- | ------------------------------------------- | ---------------- |
| 1 | 1          | «Пробуждение. Часть 1» «Rising. Part One»   | 16 июля 2004     |
| Дэниел Джексон находит восьмизначный адрес, который можно набрать только в аванпосте древних в Антарктиде, где были найдены вторые Звёздные врата. Адрес позволяет переместиться в далекую галактику Пегас, куда 5-10 миллионов лет назад ушли древние вместе со своим легендарным городом Атлантидой (Атлантисом). Однако экспедиция, отправившаяся туда, находит город пустым и погруженным под воду. МНТ истощены, энергии недостаточно ни на поддержание щита, ни на возвращение на Землю. Исследователи Атлантиды вынуждены искать новый дом в галактике Пегас. |            |                                             |                  |
| 2 | 2          | «Пробуждение. Часть 2» «Rising. Part Two»   | 16 июля 2004     |
| Деревня атозианцев переживает нападение рейфов. Многие жители забраны на корабли-ульи. Вместе с ними и полковник Самнер. Оставшихся жителей майор Шеппард перемещает на Атлантиду, чем вызывает перегрузку щита и систем обеспечения. Но вместо затопления город поднимается на поверхность. |            |                                             |                  |
| 3 | 3          | «Игра в прятки» «Hide and Seek»             | 23 июля 2004     |
| Доктору Бекетту удается привить Родни Маккею ген древних, и тот сразу надевает на себя персональное защитное поле. Во время игры в прятки мальчик-атозианец заблудился в городе и случайно выпустил на свободу древнее энергетическое существо, питающееся электричеством. Высасывая энергию из генераторов, оно становится все больше и больше. |            |                                             |                  |
| 4 | 4          | «38 минут» «Thirty-Eight Minutes»           | 30 июля 2004     |
| К шее майора Шеппарда присосался инопланетный жук, питающийся жизнью, как и рейфы. Экипаж падл-джампера стремится быстрее вернуться на Атлантиду, чтобы помочь ему, но корабль застревает во вратах. У Маккея есть только 38 минут, чтобы починить джампер, прежде чем врата закроются. |            |                                             |                  |
| 5 | 5          | «Подозрение» «Suspicion»                    | 6 августа 2004   |
| Команда майора Шеппарда, отправляясь на исследование других планет, постоянно натыкается на засады рейфов. Атлантийцы думают, что в городе появился шпион. Основное подозрение падает на атозианцев. У Тейлы находят передатчик рейфов, встроенный в амулет. |            |                                             |                  |
| 6 | 6          | «Конец детства» «Childhood`s End»           | 13 августа 2004  |
| Паддл-джампер теряет управление и падает на планету, где люди живут только до 24 лет, а потом приносят себя в жертву. Они уверены, что именно это защищает их от нападения рейфов. Маккей же считает, что причина в силовом поле, окружающем селения, которое поддерживает МНТ. |            |                                             |                  |
| 7 | 7          | «Отравленный источник» «Poisoning the Well» | 20 августа 2004  |
| Ученые планеты Хофф много лет пытаются изобрести вакцину, которая бы делала людей «несъедобными» для рейфов. Беккет помогает усовершенствовать его. Атлантийцы разрешают провести эксперимент с их пленным рейфом. Однако вакцина имеет не просто защитный эффект. |            |                                             |                  |
| 8 | 8          | «Подполье» «Underground»                    | 27 августа 2004  |
| Тейла знакомит атлантийцев с дженаями — простым народом фермеров. Жители Атлантиды пытаются договориться с ними о поставках продовольствия. Но случайно Маккей и Шеппард обнаруживают подземный бункер и узнают, что дженаи гораздо более развитая нация. Подземный город — их защита от рейфов. |            |                                             |                  |
| 9 | 9          | «Дом» «Home»                                | 10 сентября 2004 |
| Команда Шеппарда обнаруживает планету, покрытую заряженным туманом. Его энергии хватит, чтобы попасть на Землю через врата. Шеппард, Вейр, Маккей, Тейла и Форд отправляются домой, но там они узнают, что у них нет возможности вернуться обратно на Атлантиду, так как космический корабль «Прометей» поврежден. Да и вокруг творятся странные вещи. |            |                                             |                  |
| 10 | 10         | «Шторм (первая часть)» «The Storm»          | 17 сентября 2004 |
| На город надвигается шторм. Атозианцы и атлантийцы вынуждены эвакуироваться на другую планету. У Маккея и Зеленки есть план, как защитить город. Маккей, Вейр и Шеппард остаются на Атлантиде, чтобы реализовать его. Дженаи, воспользовавшись беззащитностью города, захватывают Атлантиду. |            |                                             |                  |
| 11 | 11         | «Глаз (вторая часть)» «The Eye»             | 8 ноября 2004    |
| Шторм практически накрыл город. Маккей и Вейр в заложниках у командующего Колы. Шторм на материке на некоторое время стих. Беккет, Тейла и Форд решают вернуться на Атлантиду, чтобы помочь Шеппарду. Майор старается не допустить прибытия в город солдат дженаев. |            |                                             |                  |
| 12 | 12         | «Непокорный» «The Defiant One»              | 15 ноября 2004   |
| Шеппард, Маккей и ещё двое ученых, обследуя спутник древних, улавливают слабый сигнал бедствия рейфов с ближайшей планеты. Приземлившись, они обнаруживают пустой повреждённый корабль рейфов. Но оказывается, что на борту есть один выживший рейф, очень голодный и во что бы то ни стало желающий убраться с планеты. |            |                                             |                  |
| 13 | 13         | «Горячая зона» «Hot Zone»                   | 22 ноября 2004   |
| Во время осмотра повреждений, нанесённых штормом, двое ученых заражаются неким вирусом. Он вызывает галлюцинации, разрыв сосудов головного мозга, смерть наступает через несколько часов. Город объявляет карантин. Маккей уверен, что следующий он. Беккет пытается решить проблему. |            |                                             |                  |
| 14 | 14         | «Убежище» «Sanctuary»                       | 29 ноября 2004   |
| Прыгун Шеппарда спасается от погони. Внезапно стрелы рейфов поражает какая-то энергетическая волна, исходящая с планеты. Атлантийцы предполагают, что это особое оружие, но местные жители уверяют, что рейфы не нападают на них, потому что их планету оберегает богиня Атор. |            |                                             |                  |
| 15 | 15         | «Прежде, чем я усну» «Before I Sleep»       | 6 декабря 2004   |
| В одном из отсеков Атлантиды Тейла, Шеппард и Форд находят стазисную кабину с очень старой женщиной внутри. Судя по показаниям, она провела там 10000 лет. Атлантийцы оживляют её, считая, что она древняя. Однако проснувшаяся женщина сообщает, что она — доктор Элизабет Вейр из параллельного пространства. |            |                                             |                  |
| 16 | 16         | «Братство» «The Brotherhood»                | 3 января 2005    |
| Атлантийцы ищут МНТ на одной из планет, указанных в списке старой Вейр. По легенде здесь существовало братство, которое прятало некую вещь, называемую «потентией», которую они получили от древнего. Дорога к ней зашифрована. Дженаи, узнав о появлении атлантийцев, также хотят получить «потентию». |            |                                             |                  |
| 17 | 17         | «Письмо с Пегаса» «Letters from Pegasus»    | 10 января 2005   |
| Через 2 недели корабли рейфов долетят до Атлантиды. Атлантийцы хотят отправить письмо на Землю, среди полученных сведений они решают послать и личные сообщения от всех жителей Атлантиды. Шеппард и Тейла в это время застревают на одной из планет, атакуемых рейфами. |            |                                             |                  |
| 18 | 18         | «Дар» «The Gift»                            | 17 января 2005   |
| Тейле по ночам снятся кошмары, в которых она видит рейфов на Атлантиде. Она пытается разобраться в своей способности предчувствовать приближение рейфов. Беккет, анализируя её кровь, делает странное открытие: у Тейлы есть ген рейфов. |            |                                             |                  |
| 19 | 19         | «Осада. Часть 1» «The Siege. Part One»      | 24 января 2005   |
| Древние имели не только один город в этой системе, но и оборонные точки. Учёные Атлантиды нашли один из обесточенных защитных комплексов, который мог бы помочь в защите от рейфов. Но для того, чтобы заставить оружие работать, одному из ученых, отправившихся на него для ремонта, нужно остаться. |            |                                             |                  |
| 20 | 20         | «Осада. Часть 2» «The Siege. Part Two»      | 31 января 2005   |
| К Атлантиде приближаются корабли Рейфов, а у города до сих пор нет ни щита, ни какой-либо другой защиты. Доктор Вейр готовит план отступления через звёздные врата, как неожиданно для всех, с Земли приходит первая помощь в виде вооружённых тяжёлым оружием морпехов под командой полковника Эверетта. Начинается первая волна наступления. Шеппард предлагает попросить атомные бомбы у дженаев и послать их на корабль-улей на паддл-джампере. |            |                                             |                  |